# In Flight
In Flight ist das erste Soloalbum von Linda Perry, der ehemaligen Frontfrau der 4 Non Blondes, aus dem Jahr 1996.

## Das Album
In Flight wurde am 9. September 1996 bei dem Musiklabel Interscope Records veröffentlicht. Produziert wurde das Album von dem damals sehr erfolgreichen Produzenten Bill Bottrell, der unter anderem auch Sheryl Crows Album Sheryl Crow produzierte, das 1996 mit einem Grammy als bestes Rock-Album ausgezeichnet wurde. Alle Lieder des Albums wurden von Perry geschrieben, die zudem auch Co-Produzentin des Albums war. Am 11. Oktober 2005 veröffentlichte Perry In Flight erneut.

## Entstehung und Wirkung
Einige der Lieder, wie In My Dreams, In Flight oder Knock Me Out, schrieb Perry für das geplante zweite Album der 4 Non Blondes. Aufgrund musikalischer Differenzen zwischen Perry und den anderen Bandmitgliedern trennte sich die Gruppe während der Arbeiten an ihrem zweiten Album. Perry entschied, die Lieder als Solokünstlerin zu veröffentlichen.
Selbst von den lauten – mehr geschrienen als gesungenen – Liedern der 4 Non Blonds genervt, beschloss Perry eine andere musikalische Richtung einzuschlagen. Zu diesem Zeitpunkt befand sich Perry in einer sehr emotionalen Stimmung, die sie selbst als teilweise suizidal einstufte. Perry wollte nicht um jeden Preis ein Mainstream-Album veröffentlichen. Vielmehr wollte sie in erster Linie ihre teilweise dunklen Gefühle, die sie damals empfand, zum Ausdruck bringen.
Das Album ist gekennzeichnet von sphärischen, psychedelischen Rocksound mit viel Herzschmerz.
Die Songs sind größtenteils durch akustische Instrumente (Klavier, Gitarre) geprägt. Violinistin Lisa Germano unterstreicht bei einigen Titeln die melancholische Grundstimmung des Albums. Perry gelingt es durch ihre eindringliche Stimme und die Art ihres Gesanges die Emotionalität der schwermütigen Lieder zu verstärken.

## Themen
Die Themen der Lieder sind vorwiegend persönlich geprägt: Träume, Erfolg, Glaube (an sich selbst, an Gott), Jugenderlebnisse und Liebesbeziehungen.
Gerade Success zeigt deutlich, in welcher Verfassung sich Perry bezogen auf ihre musikalische Karriere befand – vor allem in Bezug auf das erfolgreiche Projekt der 4 Non Blondes und ihren eigenen Bedürfnissen und Wünschen und dem daraus resultierenden musikalischen Neuanfang.

“Will success fail me? Will it make me free? What they tell me I should want? Is it what I need?”

„Wird der Erfolg mir versagt bleiben? Wird es mich befreien? Was erzählen sie mir, soll ich mir wünschen? Ist es das, was ich brauche?“

An anderer Stelle geht Perry darauf ein, dass eine Entscheidung von ihr verlangt wurde.

“I had to choose. Choose between the win and lose. But what's the use?”

„Ich musste mich entscheiden. Entscheiden zwischen Gewinn und verlieren. Aber was ist der Nutzen?“

Uninvited geht in eine ähnliche Richtung wie Success. Die Hauptaussage des Liedes ist die Unsicherheit, nicht zu wissen, ob man bereit ist, das was kommen wird, durchzustehen. Diese Unsicherheit kann durch den Glauben überwunden werden. Wobei Perry in diesem Zusammenhang die Frage aufwirft, ob sie wirklich an Jesus glaubt und ob Jesus auch an sie glaubt.

“And I don't think I'm ready. Cause I don't think I see, that I believe in Jesus. Does Jesus believe in me?”

„Und ich glaube nicht, dass ich bereit bin. Weil ich nicht glaube, dass ich erkenne, dass ich an Jesus glaube. Glaubt Jesus an mich?“

Das Duett mit Grace Slick You Knocked Me Out ist eine sehr gefühlvolle Ballade, die von einer Liebesbeziehung zwischen zwei Frauen handelt. Grace Slick übernahm den Teil der zweiten Person. Das Lied handelt von der Schwierigkeit das Ende einer Beziehung zu akzeptieren und dem Kampf um die Beziehung. Den anderen nicht gehen lassen zu können und das Gefühl niemals mehr der gleiche Mensch sein zu können, sind ebenfalls Inhalte des Liedes.
Fill Me Up, das als Single veröffentlicht wurde, ist eines der wenigen nicht tiefgreifenden Lieder des Albums. Perry befasst sich in diesem Lied eher humorvoll mit dem Thema des übermäßigen Alkoholgenusses und dem damit verbundenen Gedächtnisverlust am nächsten Morgen. Bezogen auf den rasanten Aufstieg der 4 Non Blondes hinterlässt aber auch dieser Titel Spielraum für Interpretationen.
Perry verarbeitet die Erfahrungen ihrer Jugend als drogenabhängige Obdachlose in den Liedern Life In A Bottle und Fruitloop Daydream. Life In A Bottle bezieht sich auf den inneren Konflikt der jungen Linda Perry, einerseits zu wissen, dass Drogenmissbrauch ihr Leben zerstört, aber andererseits auch eine Zufriedenheit mit der Situation und der Umgebung zu verspüren. Fruitloop Daydream geht direkt auf das aus Perrys Sicht familiäre Leben im Balboa Park von San Diego ein, in dem Perry einen Teil ihrer Jugend verbrachte.
Fruitloop Daydream und Freeway, das ebenfalls als Single veröffentlicht wurde, erinnern sowohl vom Sound als auch von der Lyrik an die Hippiebewegung. Beide Lieder stellen einen Kontrast zu den restlichen Titeln dar, da sie von Lebensfreude und glücklichem Miteinander handeln, während bei den meisten restlichen Titeln eine melancholische Grundstimmung vorherrscht.

## Bedeutung
Perry konnte mit dem Album nicht an den Erfolg anknüpfen, den sie Anfang der 90er Jahre mit den 4 Non Blondes aufweisen konnte. Das Album verkaufte sich nur ca. 18.000-mal.
Für Perry selbst stellt das Album eine Art emotionale Befreiung dar. Zum Ende der Karriere der 4 Non Blondes war Perry genervt, gestresst und aufgedreht. So beschreibt Perry In Flight als einen langen Atemzug, der sie beruhigte.

“finally you're sitting somewhere where you're comfortable”

„Am Ende befindest du dich irgendwo, wo du dich wohlfühlst“

“I needed to do that for myself. Is it a great record? I'm not too sure. But I love it. Do I feel successful from it? Absolutely”

„Ich musste es für mich tun. Ist es ein großartiges Album? Ich bin mir nicht allzu sicher. Aber ich liebe es. Empfinde ich es als gelungen? Absolut!“

Das Album stellt den Beginn der Entwicklung Perrys zu einer erfolgreichen Musikproduzentin dar. Während der Aufnahmen zu In Flight verstärkte sich Perrys Interesse an der Arbeit eines Musikproduzenten. In Flight ist das erste Album, an dem Perry offiziell als Co-Produzentin beteiligt war. Den Produzenten des Albums Bill Bottrell bezeichnet sie heute als ihren Mentor, von dem sie letztendlich alles gelernt hat, was sie über Musikproduktion weiß.

## Wiederveröffentlichung
2005 unterschrieb Perry einen Vertrag bei Kill Rock Stars und veröffentlichte am 11. Oktober 2005 In Flight erneut in Zusammenarbeit mit ihrem eigenen Label Custard Records. Als Grund für die Wiederveröffentlichung des Albums gab Perry an, dass sie keinerlei erneute Ambitionen bezüglich einer Solokarriere anstrebe bzw. aus ihrem heutigen Ruf als Produzentin Kapital schlagen wolle, sondern dass sie nur Leuten die Möglichkeit geben wolle, das Album anzuhören.
Nach den schlechten Verkaufszahlen der Erstveröffentlichung des Albums glaubte Perry ein schlechtes Album veröffentlicht zu haben, das keiner hören wollte, und verfiel in starke Depressionen. Überzeugt davon, dass das Album aufgrund der fehlenden Unterstützung/Vermarktung durch Interscope 1996 keine faire Chance erhalten hatte, bat Perry Interscope um die Herausgabe des Masters. Da Perry in der Zwischenzeit erfolgreich als Produzentin mit Künstlern zusammengearbeitet hatte, die bei Interscope unter Vertrag standen (z. B. Gwen Stefani), willigte Interscope ein.

“But I just needed to find out if people would think this album sucked or not. I need closure.”

„Aber ich muss einfach herausfinden, ob die Leute glauben, das Album ist beschissen oder nicht. Ich brauche einen Abschluss.“

Diese Version des Albums enthält zusätzlich die Videos zu den beiden ausgekoppelten Singles Fill Me Up und Freeway.
Da Perry das Album ebenfalls nicht in großem Umfang vermarktete und nur eine kleine Tournee mit 10 Auftritten absolvierte, konnte sich In Flight auch 2005 nicht erfolgreich in den Musikcharts platzieren.
Der Titel Knock Me Out, den Perry zusammen mit Grace Slick aufnahm, ist auf dem Soundtrack von The Crow: City of Angels zu finden, der ebenfalls 1996 veröffentlicht wurde.

## Titelliste
1. In My Dreams (5:25)
2. Freeway (5:54)
3. Uninvited (4:25)
4. Success (5:25)
5. Life In A Bottle (4:21)
6. Fill Me Up (5:01)
7. Knock Me Out (6:50)
8. Too Deep (5:36)
9. Taken (3:38)
10. Fruitloop Daydream (2:50)
11. Machine Man (3:45)
12. In Flight (5:03)

## Singleauskopplungen
1. Fill Me Up
2. Freeway

## Kritiken
In Flight erhielt durchwachsene Kritiken. Während Laut.de aus heutiger Sicht von einem „großartigen wie unbeachteten Stück Musikgeschichte“ (laut.de) spricht, fällt die Kritik bei Yahoo Music aufgrund der melancholischen Grundstimmung des Albums eher schlecht aus.

“But, like most hangovers, In Flight just leaves a bad taste in your mouth.”

„Aber, wie die meisten Kater, hinterlässt In Flight einen schlechten Nachgeschmack im Mund.“

Rezensionen von Käufern der CD sind vorwiegend durch positive Bewertungen geprägt.